# Bisdom Vittorio Veneto
Het bisdom Vittorio Veneto (Latijn: Dioecesis Victoriensis Venetorum; Italiaans: Diocesi di Vittorio Veneto) is een rooms-katholiek bisdom in Italië, het is een suffragaan bisdom van het Patriarchaat Venetië. De bisschopszetel bevindt zich in Vittorio Veneto, de stad waarnaar het bisdom is genoemd. 
Het bisdom werd in de zesde eeuw gesticht als Bisdom Ceneda, maar kreeg in 1939 zijn huidige naam. Het bisdom omvat 162 parochies voor in totaal 346.000 gelovigen. Er zijn 226 priesters actief in het bisdom. 
De huidige bisschop van Vittorio Veneto is Corrado Pizziolo. Tussen 1958 en 1969 was Albino Luciani hier bisschop. Hij werd vervolgens patriarch van Venetië en werd in 1978 gekozen tot paus Johannes Paulus I.

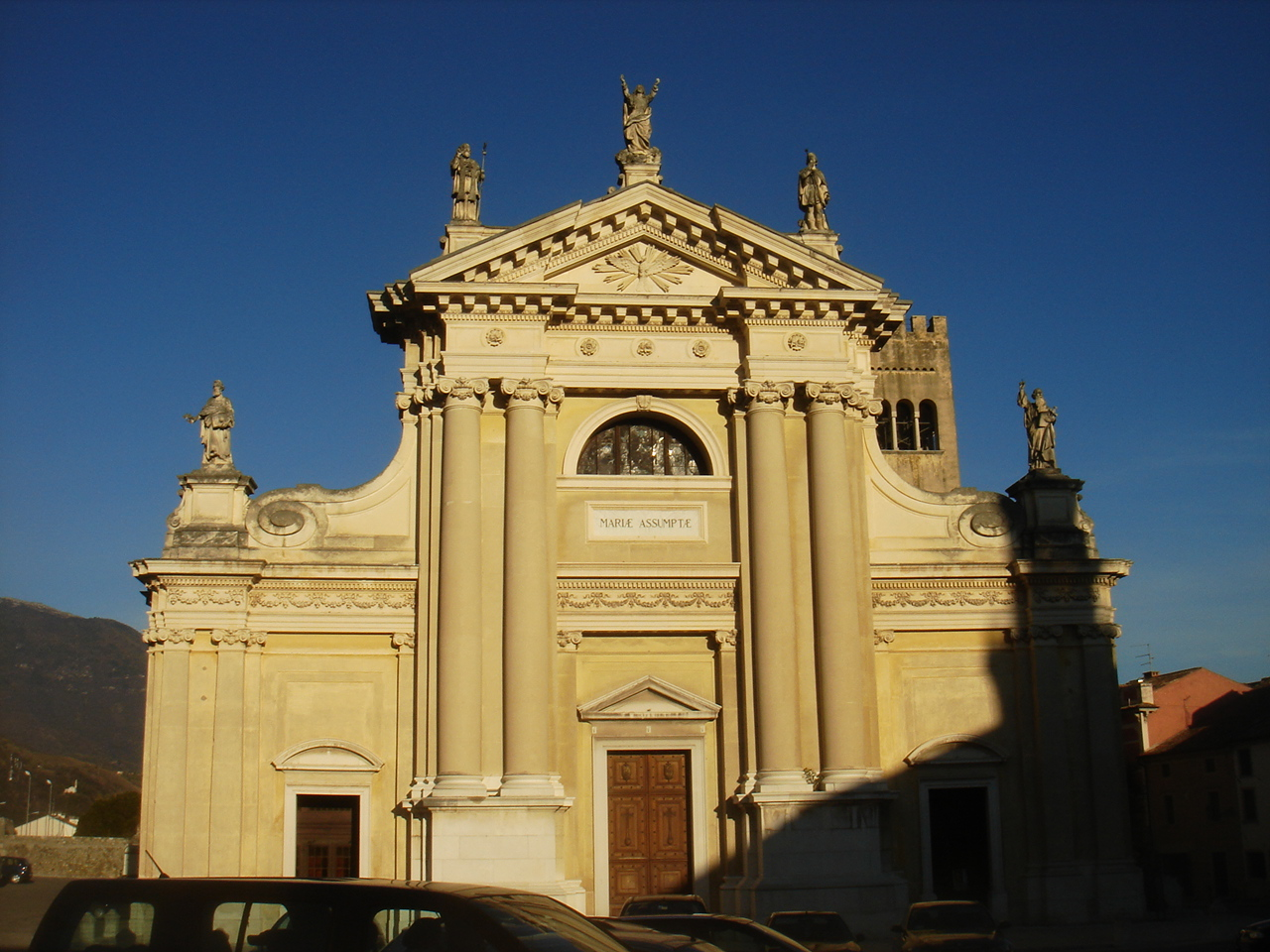
Kathedraal in het stadsdeel Ceneda van Vittorio Veneto
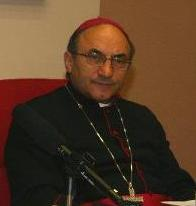
Bisschop Corrado Pizziolo